# Ernst Fahlbusch

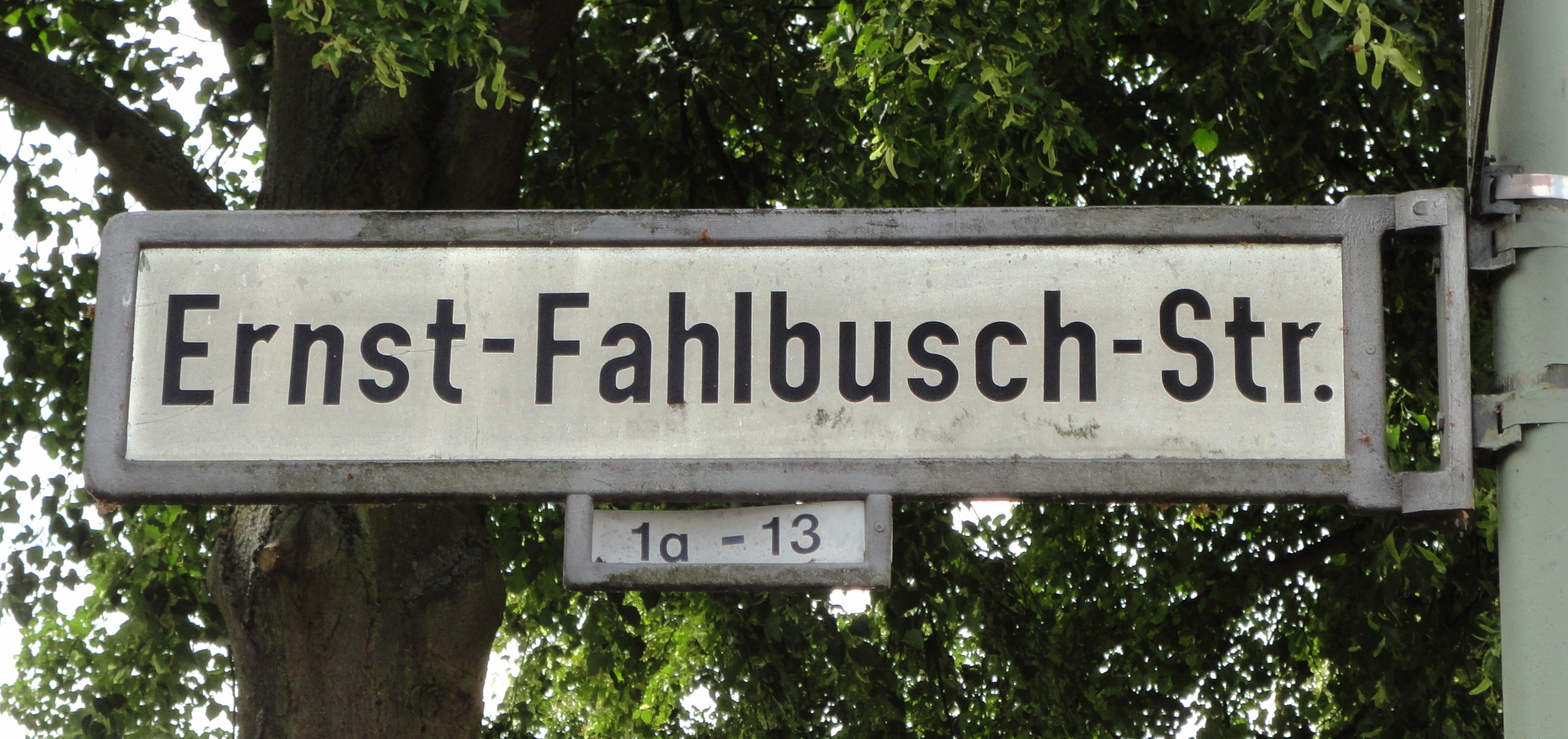
Göttingen-Weende, Ernst-Fahlbusch-Strasse

 Ernst Fahlbusch (* 3. Mai 1894 in Weende, Kreis Göttingen; † 20. Mai 1964 in Göttingen) war ein deutscher Politiker (SPD).
Fahlbusch besuchte die Volks- und Mittelschule, bevor er zwischen 1914 und 1918 im Kriegsdienst stand. Er war Mitglied der Gewerkschaft seit 1910 und war bereits seit 1912 politisch aktiv. Nach dem Ende des Krieges wurde er Feinmechaniker und arbeitet in diesem Beruf bis 1925. Zwischen 1925 und 1933 war er Redakteur des Volksblattes in Göttingen. Diese Zeitschrift wurde verboten, so dass Fahlbusch erneut seine Tätigkeit als Feinmechaniker und Werkmeister aufnahm. Zwischen 1933 und 1945 galt er als politisch verfolgt, wurde verhaftet und stand unter Polizeiaufsicht. 1935 trat er der DAF und 1936 der NSV und dem Reichsluftschutzbund bei. Im Jahr 1944 wurde er im KZ Neuengamme inhaftiert.
Seit 1924 Mitglied der Gemeindevertretung der Gemeinde Weende. Mitglied des Kreistages des Landkreises Göttingen von 1929 bis 1933. Nach der „Machtergreifung“ verlor er alle Ämter. Er war Vorsitzender der SPD des Kreises Göttingen seit dem Jahr 1921.
Nach dem Krieg wurde er 1946 SPD-Vorsitzender des Unterbezirks Göttingen. Fahlbusch wurde 1945 ernannter Bürgermeister in Weende und war seit 1956 erneut gewählter Bürgermeister. Er war Gründer und zudem Mitglied des Vorstandes der Wohnungs- und Siedlungsgenossenschaft „Volksheimstätte Landkreis Göttingen“. Ferner wurde er zum Vorsitzenden des Aufsichtsrates der Konsumgenossenschaft in Göttingen gewählt. Von 1946 bis 1954 und von 1957 bis 1961 war er Landrat des Landkreises Göttingen.
Fahlbusch war Mitglied des ernannten Niedersächsischen Landtages vom 9. Dezember 1946 bis 28. März 1947. Ferner gehörte er dem Niedersächsischen Landtag von der ersten bis vierten Wahlperiode vom 20. April 1947 bis 5. Mai 1963 an.